# Казанский собор (Казань)
Собор Казанской иконы Божией Матери (тат. Казан Изге Ана иконасы соборы), или Казанский собор (тат. Казанский соборы) — православный храм в Казани, кафоликон Богородицкого монастыря и кафедральный собор Казанской епархии Русской православной церкви. Построен на месте предполагаемого обретения чудотворной Казанской иконы Божией Матери. Разрушен в 1932 году, воссоздан в 2016—2021 годах.

## История

### Строительство

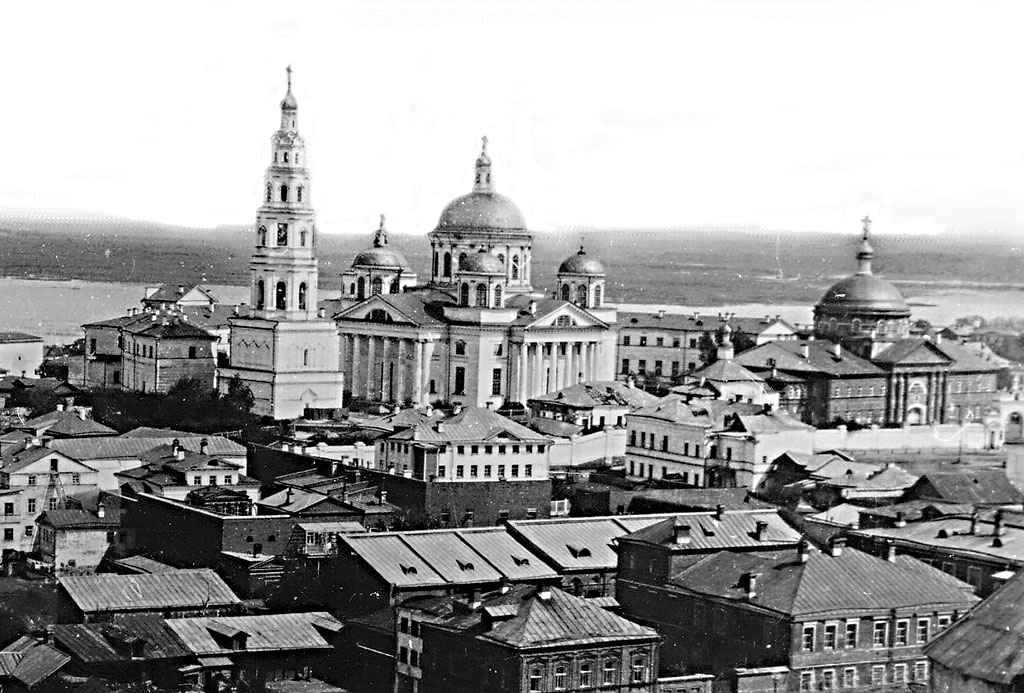
Ансамбль Казанского Богородицкого монастыря в начале XX века. Казанский собор с колокольней — в центре

Собор был построен в стиле классицизма в 1798—1808 годах казанским архитектором Филиппом Емельяновым по проекту архитектора Ивана Старова на месте обветшавшего каменного собора 1590-х годов. Его размеры — 49 × 43 м, а высота — 44 м. Облик собора определяли пять полусферических куполов и три фронтона с колоннами — со всех сторон, кроме алтаря.

### Разрушение
После закрытия в сентябре 1918 года Казанского кремля и его храмов в монастырь были перенесены главные уцелевшие святыни Казанской епархии: мощи святых Гурия и Варсонофия Казанских. Хотя монастырь был упразднён, в течение всех 1920-х годов действовала официально зарегистрированная православная община. В 1931 году общину перевели в Петропавловский собор.
В 1932 году собор был взорван.

### Воссоздание

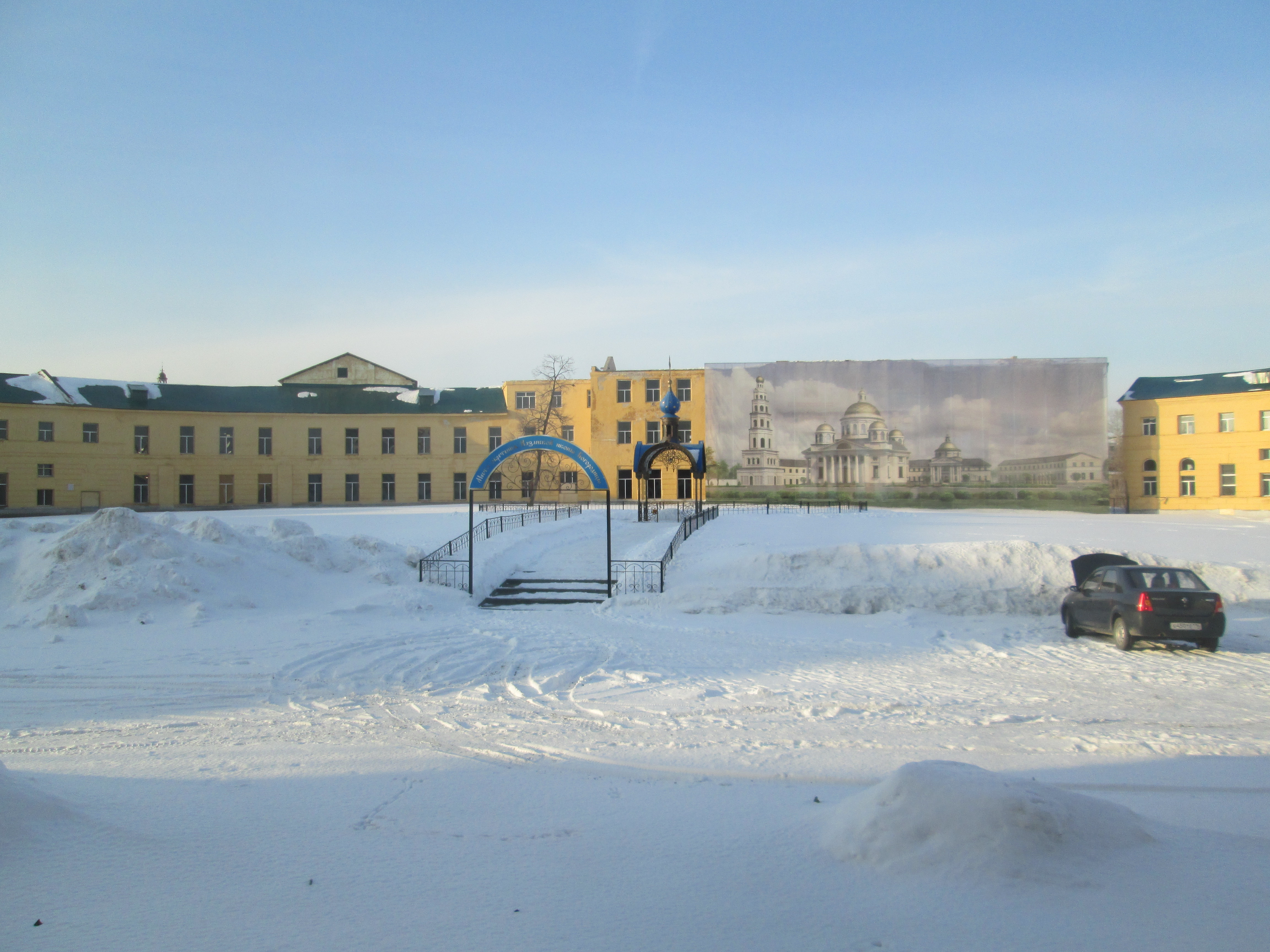
Пустырь на месте собора (2013 год)

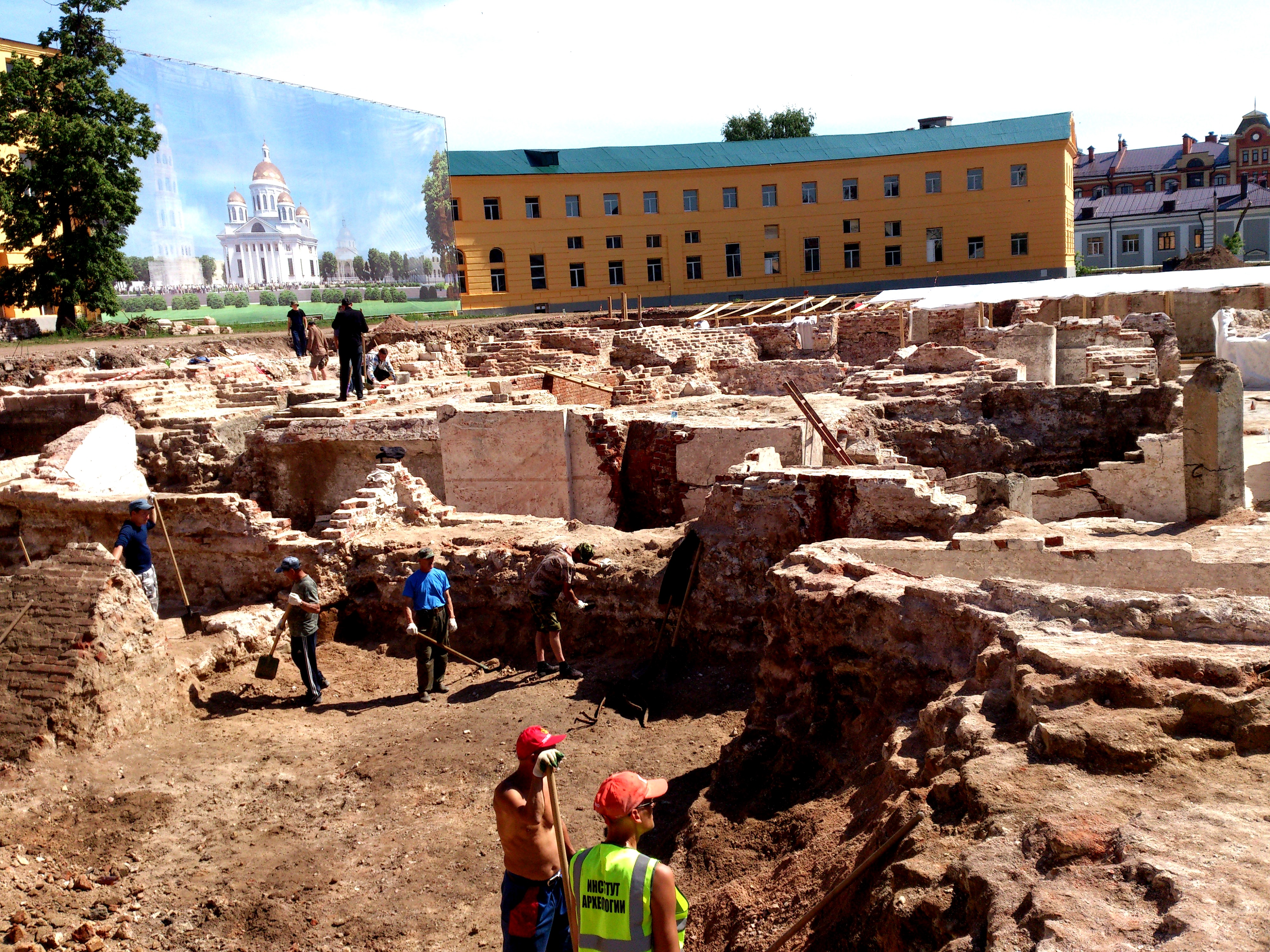
Раскопки в Казанском Богородицком монастыре (25 мая 2016 года)

4 ноября 2015 года — в День народного единства и праздник Казанской иконы Божией Матери — президент Республики Татарстан Рустам Минниханов подписал указ «О создании Болгарской исламской академии и воссоздании Собора Казанской иконы Божьей Матери». В соответствии с ним, «в целях сохранения и развития традиционных духовных ценностей, укрепления межконфессионального и межнационального мира и согласия» было постановлено: поддержать инициативу Духовного управления мусульман Российской Федерации, Центрального духовного управления мусульман России, Духовного управления мусульман Республики Татарстан по созданию в городе Болгаре Спасского муниципального района Республики Татарстан научно-образовательного и духовно-просветительского мусульманского центра «Болгарская исламская академия», а также инициативу Татарстанской митрополии Русской православной церкви (Московского патриархата) и мэрии города Казани «о воссоздании Собора Казанской иконы Божьей Матери в рамках комплекса Казанского Богородицкого монастыря». Тем же указом Кабинету министров Республики Татарстан было предписано предусмотреть организацию мероприятий по закладке памятного камня на месте создания Болгарской исламской академии 21 мая 2016 года и камня на месте возрождаемого собора Казанской иконы Божией Матери 21 июля 2016 года, а также предусмотреть учреждение памятных книг и установление мемориальных знаков с целью увековечения памяти лиц, внёсших вклад в создание академии и воссоздание собора. Поддержку указу выразили участники II Форума православной общественности Республики Татарстан, проходившего в Казани 26 ноября 2015 года, призвав «духовенство и мирян, представителей бизнеса, культуры и науки, всех людей доброй воли оказать всемерное содействие богоугодному делу возрождению всемирно известной православной святыни».
27 апреля 2016 года на пустыре, где раньше находился собор Казанской иконы Божией Матери, начались археологические раскопки. На время работ стоявшую здесь часовню (божницу), обозначавшую место обретения иконы, перенесли в сквер к востоку от Крестовоздвиженского собора (где она и находится по сей день), впоследствии переоборудовав её под звонницу.
21 июля 2016 года, в день празднования явления иконы Пресвятой Богородицы во граде Казани, патриарх Кирилл освятил место закладки восстанавливаемого Казанского собора.
Восстановить 55-метровую колокольню в 2018 году не планировалось (на её историческом месте продолжала стоять пятиэтажная хрущёвка).
21 июля 2021 года, через пять лет после закладки, собор был освящён великим чином патриархом Кириллом.

#### Пещерный храм
В 1910 году великая княгиня Елизавета Фёдоровна посетила монастырь и предложила устроить иконостас под собором Казанской иконы Божией Матери на месте, где была обретена икона, и пещерный храм в честь Рождества Пресвятой Богородицы. Разработкой проекта занялся архитектор Алексей Щусев. Работы над устройством в подвальном помещении храма, который также называют «Казанскими пещерами», были завершены в 1913 году. В ходе раскопок 2016 года были найдены его остатки.
Сохранившийся фундамент был законсервирован, и храм было решено восстановить. В праздник Иверской иконы Божией Матери, 25 февраля 2020 года, храм был освящён. Чин освящения совершили митрополиты Казанский и Татарстанский Феофан (Ашурков), Берлинский и Германский Марк (Арндт), и епископы Зеленоградский Савва (Тутунов), Альметьевский и Бугульминский Мефодий (Зайцев) и Елабужский Иннокентий (Васецкий).

## Фотографии

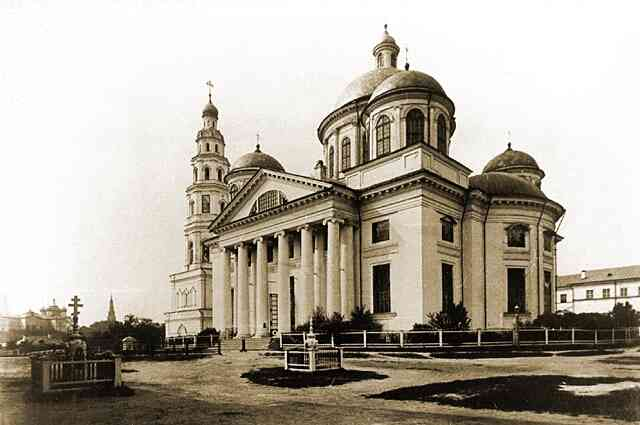
Собор Казанского Богородицкого монастыря до сноса
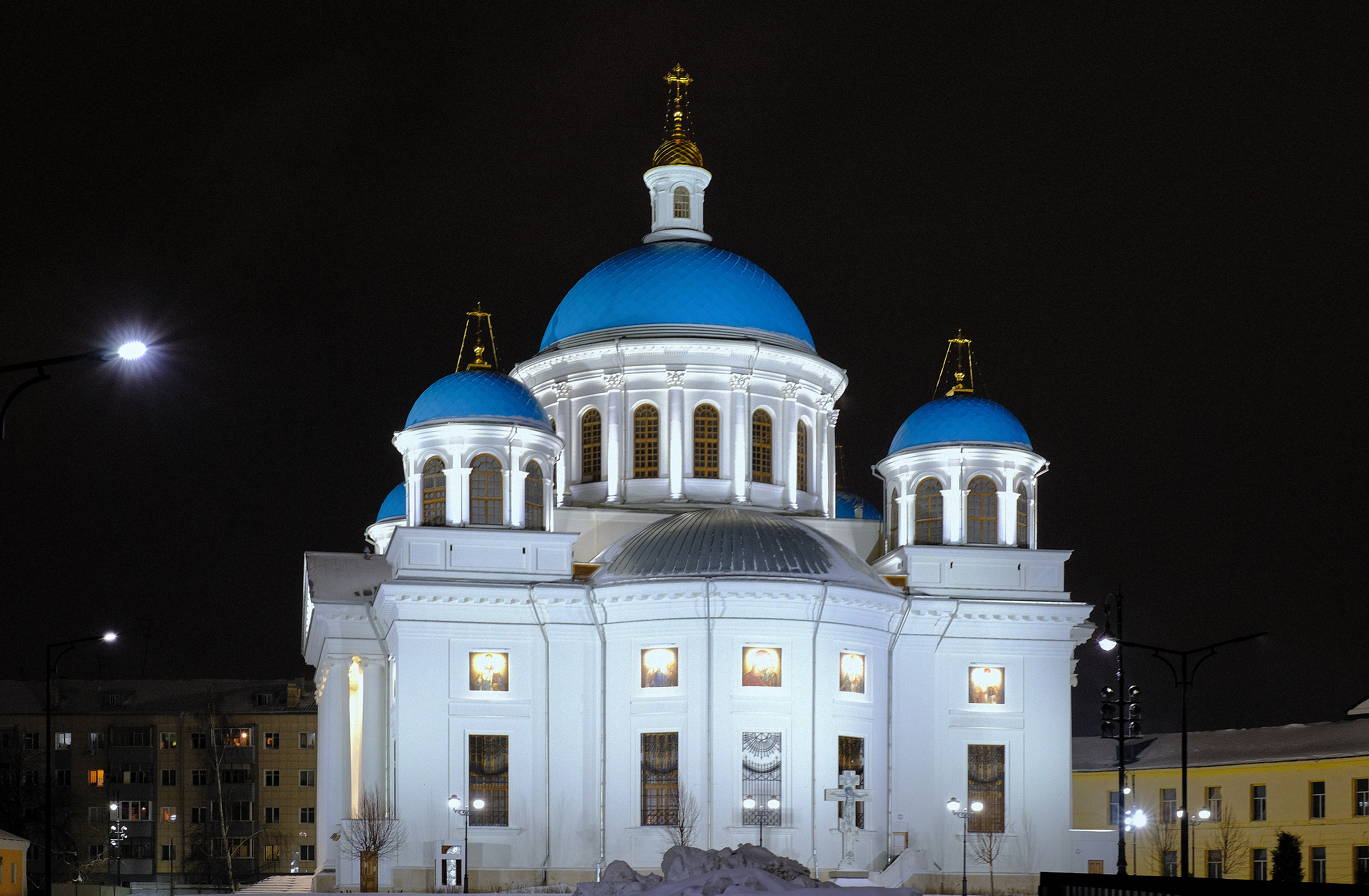
Воссозданный собор ночью
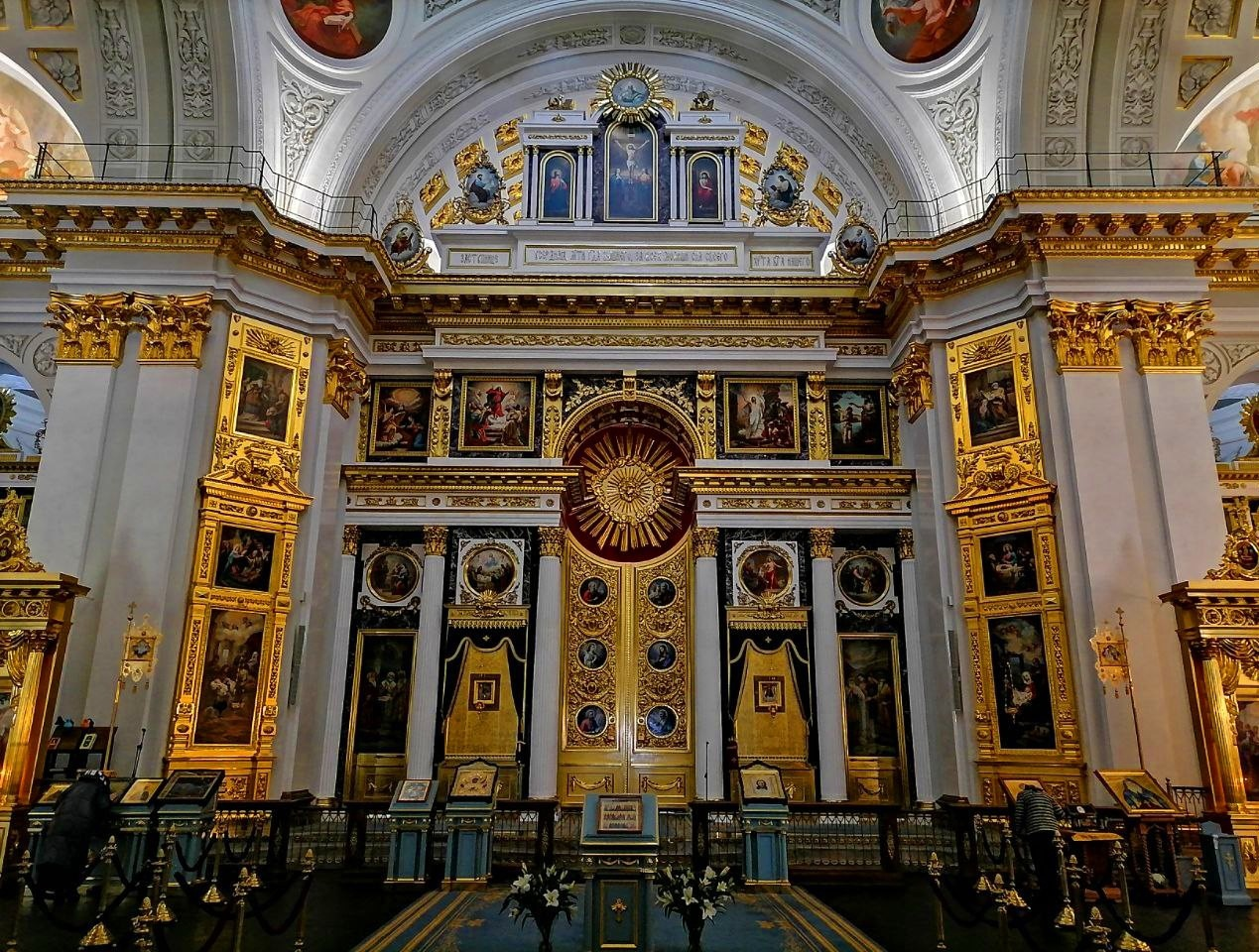
Иконостас Казанского собора
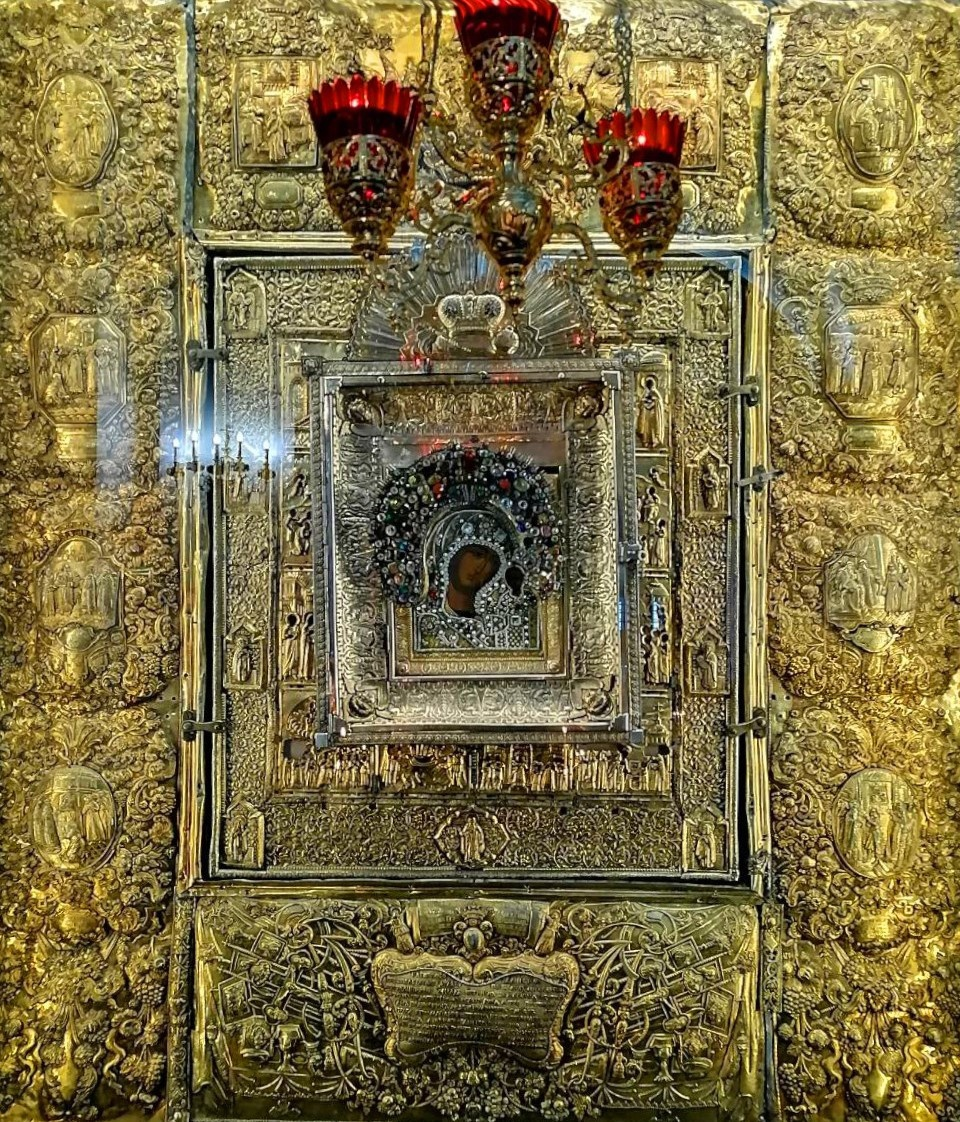
Казанская икона Божией Матери
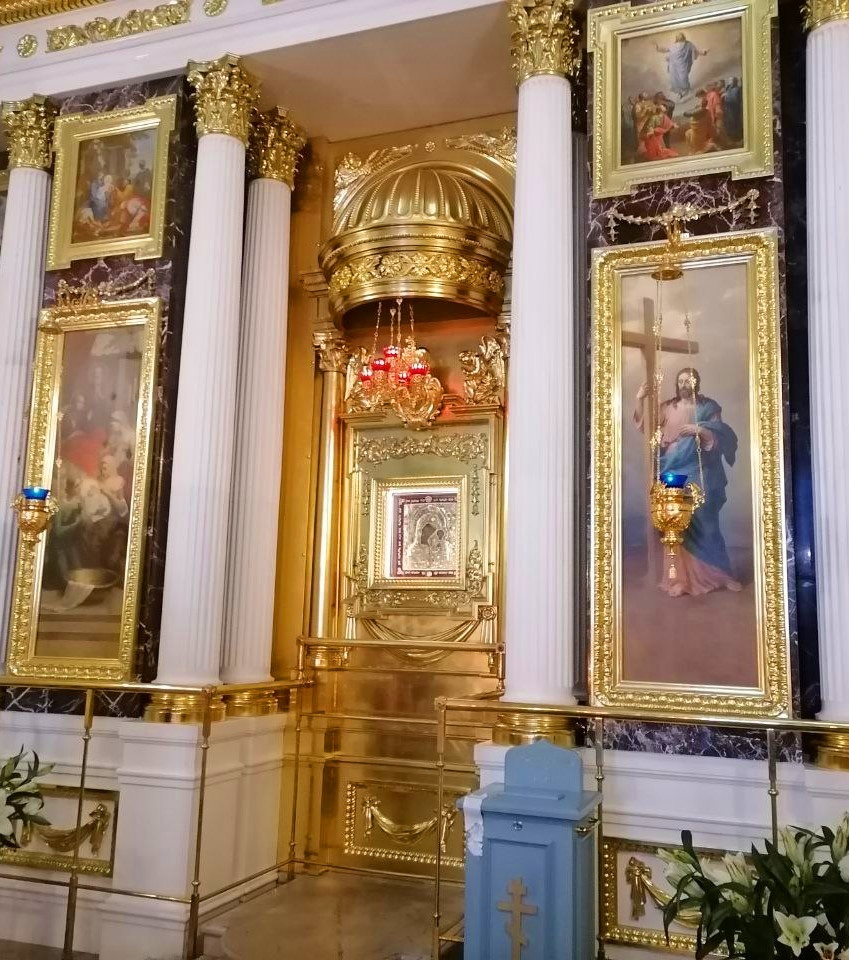
Ватиканский список Казанской иконы Божией Матери
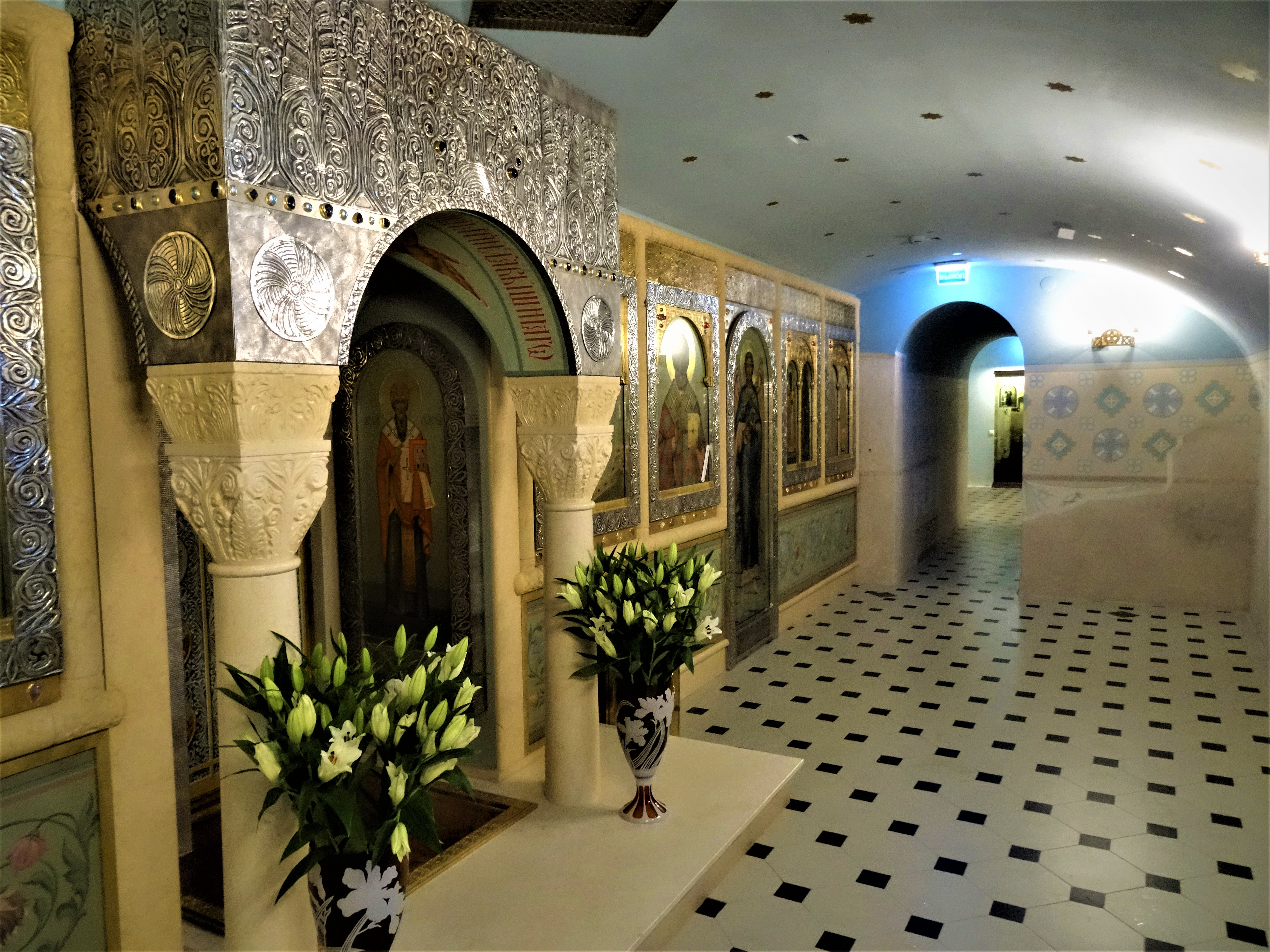
Пещерный храм Рождества Богородицы

## В филателии

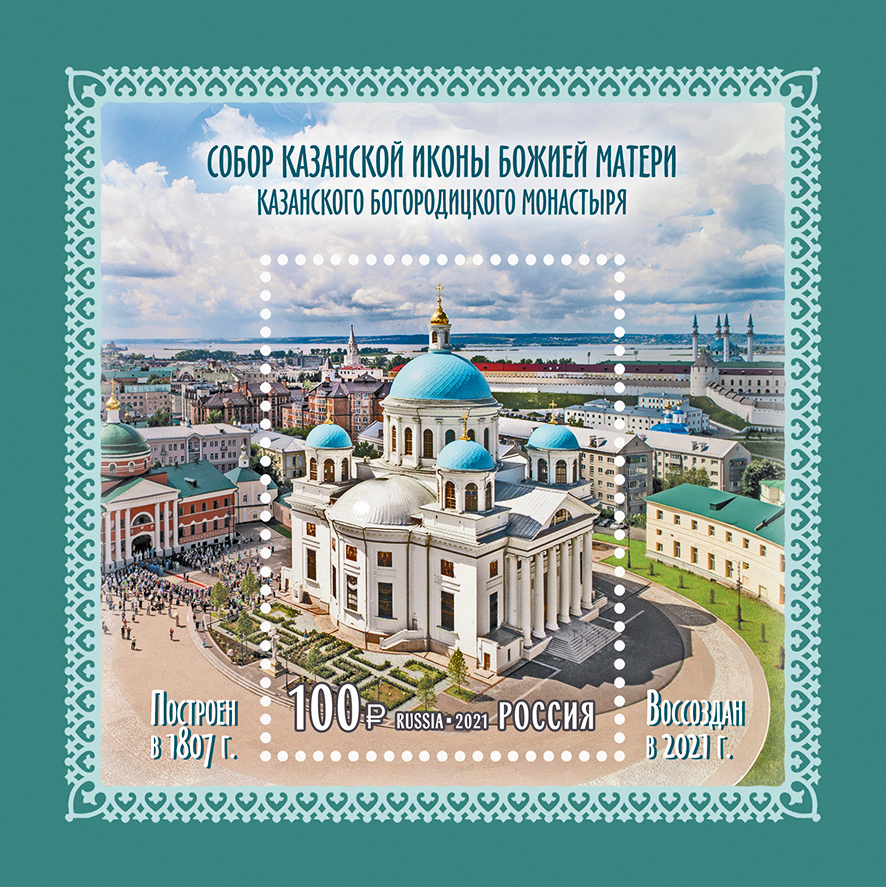
Почтовый блок — Собор Казанской иконы Божией Матери Казанского Богородицкого монастыря